# Ernst Gäumann

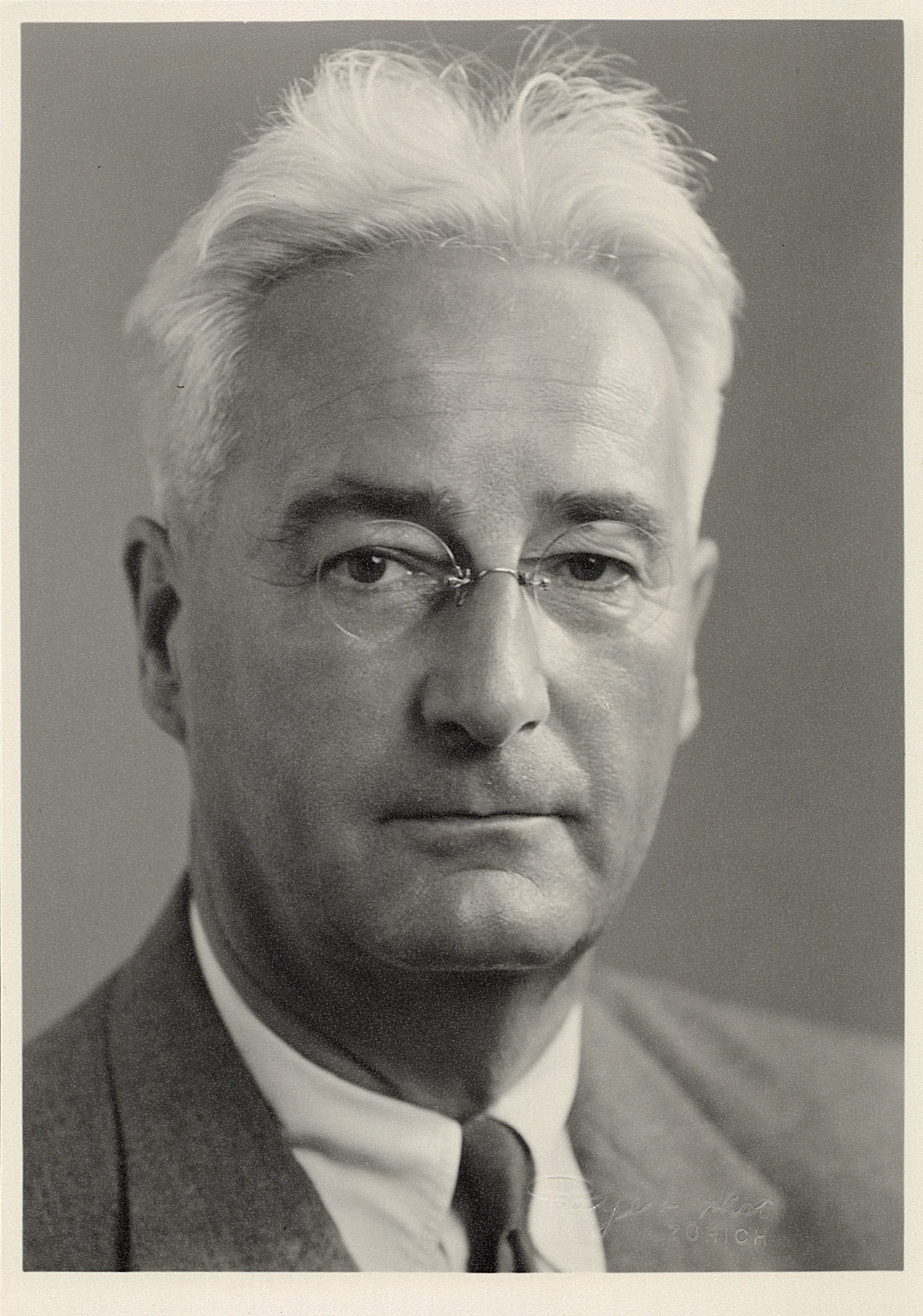
Ernst Gäumann (1950)

Ernst Albert Gäumann (* 6. Oktober 1893 in Lyss, Kanton Bern, Schweiz; † 5. Dezember 1963 in Zürich) war ein Schweizer Botaniker, Mykologe, Phytopathologe und Universitätsprofessor. Sein botanisches Autorenkürzel lautet „Gäum.“.

## Leben
Ernst Gäumann studierte nach seiner Schulzeit in Bern ab 1912 an der Universität Bern Botanik und wurde dort 1917 bei Eduard Fischer mit einer Arbeit über die Formen von Peronospora parasitica, einer Mehltauart, zum Dr. phil. promoviert.
Nach anschliessenden Studienaufenthalten in Schweden an der Universität Uppsala, in Nordamerika und in Indonesien, wo er eine landwirtschaftliche Forschungsstätte mit pflanzenpathologischem Labor leitete, arbeitete Gäumann von 1922 bis 1927 an der Landwirtschaftlichen Versuchsanstalt in Oerlikon. Anschliessend erfolgte seine Habilitation an der ETH Zürich.
1927 wurde Gäumann zum Ordinarius für spezielle Botanik an der ETH Zürich ernannt. Kurz nach seiner Berufung erkrankte er an einer kinderlähmungsartigen Krankheit, deren Folgen er nie ganz überwand.
Gäumann beschäftigte sich insbesondere mit pflanzenpathologischen Fragen, wobei sein Interesse vor allem in der Klärung des Infektionsablaufs und der Möglichkeiten der Infektionsabwehr durch die Pflanze bestand. Er war Mitglied der Züricher Freimaurerloge Modestia cum Libertate.
Gäumann war zweimal verheiratet.
- Marie Emma Hofmann

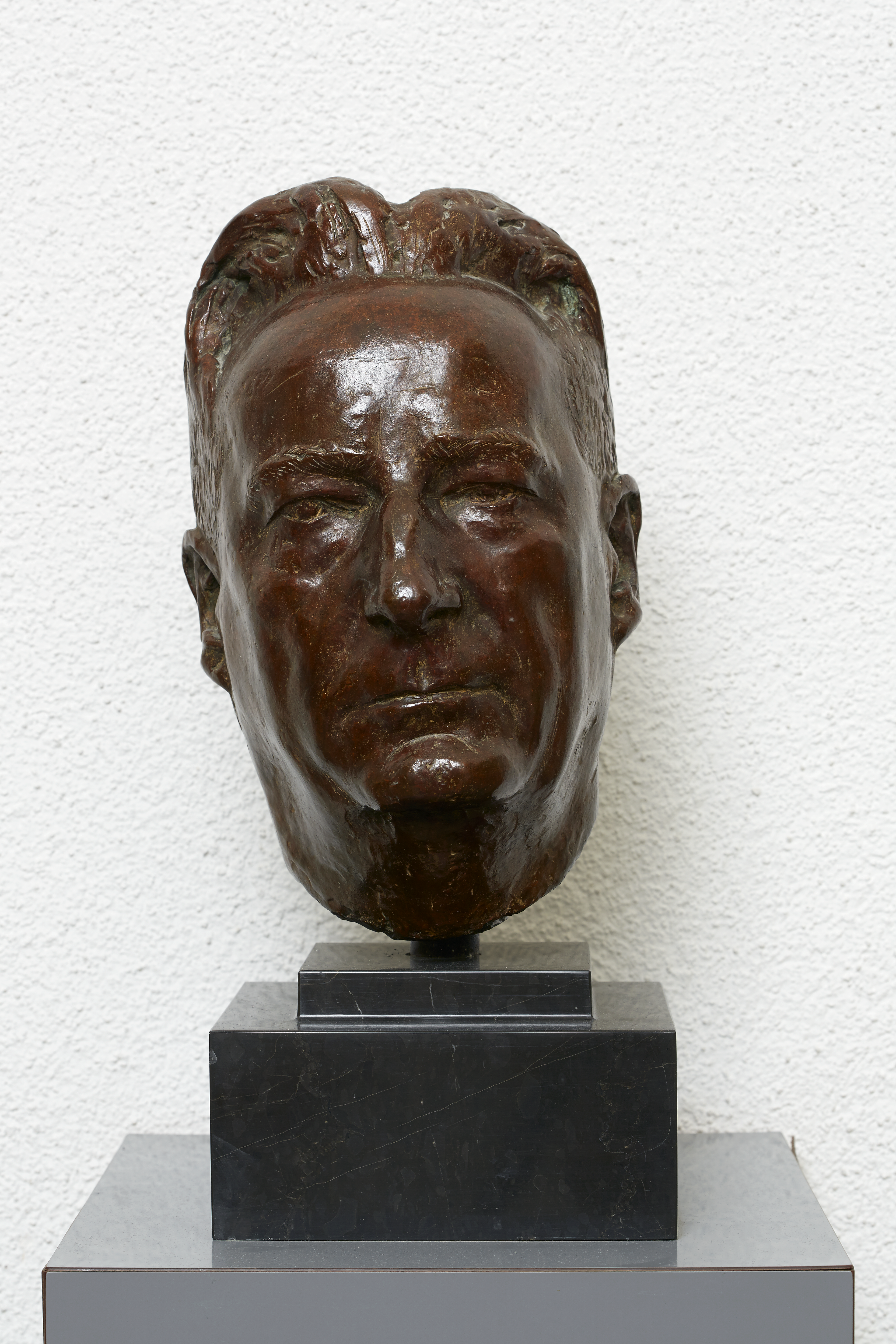
Ernst Gäumann, Büste von Otto Charles Bänninger, 1951–53

- November 1931 mit Doris Nanette Wild[2], mit der er einen gemeinsamen Sohn Niklaus Gäumann (1937–1994)[3] hatte.

## Ehrungen und Mitgliedschaften
- 1926: Haller-Medaille der Universität Bern
- 1945: Marcel-Benoist-Preis
- 1948: Korrespondierendes Mitglied der Académie des sciences (seit 1955 associé étranger)[4]
- 1950: Korrespondierendes Mitglied der Heidelberger Akademie der Wissenschaften[5]
- 1953: Korrespondierendes Mitglied der Göttinger Akademie der Wissenschaften[6]
- 1956: Wahl zum Mitglied der Leopoldina[7]
- 1962: Otto-Appel-Denkmünze des Deutschen Pflanzenschutzes
- Ehrendoktorate der Sorbonne in Paris, der Universität Bonn, der Universitäten Montpellier und Bordeaux
- Die Pilzgattungen Gaeumannia, Gaeumanniella, Gaeumannomycella und Gaeumannomyces. Darüber hinaus ein rundes Dutzend Pilzarten, allesamt Kleinpilze, entsprechend seinem Spezialgebiet.

## Schriften (Auswahl)
- Zur Kenntnis der Chenopodiaceen bewohnenden Peronospora-Arten. In: Mitteilungen der Naturforschenden Gesellschaft in Bern, 1918, S. 45–66.
- Die chemische Zusammensetzung des Fichten- und Tannenholzes in den verschiedenen Jahreszeiten. Jena. 1928.
- mit Eduard Fischer: Biologie der pflanzenbewohnenden parasitischen Pilze. 1929.
- Untersuchungen über den Einfluss der Fällzeit auf die Eigenschaften des Fichten- und Tannenholzes. 1930
- Der Stoffhaushalt der Buche (Fagus silvatica L.) im Laufe eines Jahres. Bern 1935.
- Pflanzliche Infektionslehre. Lehrbuch der allgemeinen Pflanzenpathologie für Biologen, Landwirte, Förster und Pflanzenzüchter. Basel 1946.
- Die Pilze. Grundzüge ihrer Entwicklungsgeschichte und Morphologie. Basel 1949.
- Die Rostpilze Mitteleuropas. Mit besonderer Berücksichtigung der Schweiz. Bern 1959.